# マツヤ国

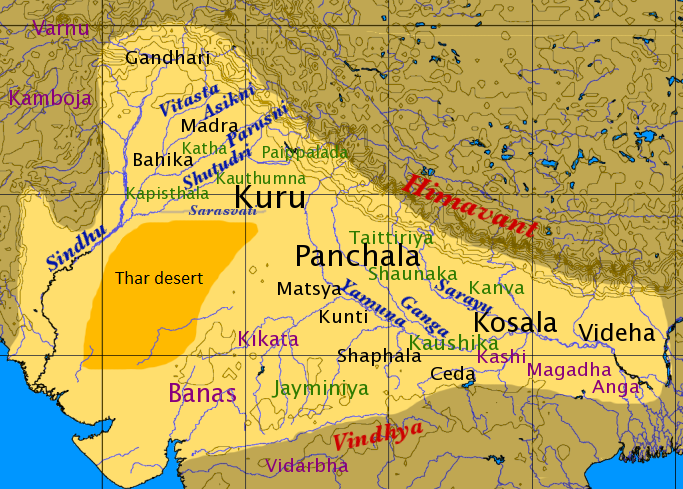
マツヤ国の領域（クル国の南方）

マツヤ国（サンスクリット語 मत्स्य Matsya）あるいはマッチャ国（パーリ語 मच्छ Maccha）は、古代インドの十六大国と呼ばれる有力勢力のうちのひとつ。クル国の南、ヤムナー川の西岸に位置し、この川を挟んでパンチャーラ国と対峙する。西部はチャンバル川北岸の丘陵地帯である。パーリ語の文献では、マトゥラーを首都とした隣国のスラセーナ国と一緒に言及されることが多い。
現在のラージャスターン州ジャイプル、アルワル、バラトプルを含む地域にあたる。マツヤ国の首都はヴィラータナガラ（विराटनगर：現在のバイラト、ジャイプルから北北東、アルワルから西南西にある盆地の中の町）で、これはマツヤ国王ヴィラタの名から取ったものであると言われる。

## 歴史
マツヤ国の強大な勢力は、ブッダの時代にはかなり衰えており、既に政治的な強い影響力を行使できない状態になっていた。
『マハーバーラタ』には、チェーディ国王サハジャによって統治されていることが記されており、チェーディ国に吸収された時期があった可能性を示唆している。

## ミーナとの関係
インドおよびパキスタンには、ミーナと呼ばれるジャーティがあり、ヴィシュヌ神の化身のひとつマツヤをその開祖とすると称するが、マツヤ国王ヴィラタの親戚の血を引いているとも言われている。ミーナは、11世紀まで、ヴィラータナガラを統治していた。